# سانغولي لاميزانا
كان أبو بكر سانغولي لاميزانا (31 يناير عام 1916 - 26 مايو عام 2005) ضابطًا عسكريًا من فولتا العليا. شغِلَ منصب رئيس جمهورية فولتا العليا (التي تغيّر اسمها ليصبح بوركينا فاسو في عام 1984) خلال الفترة الممتدة من يوم 3 يناير عام 1966 حتى يوم 25 نوفمبر عام 1980. كذلك شغل منصب رئيس الوزراء في الفترة الممتدة من يوم 8 فبراير عام 1974 حتى يوم 7 يوليو عام 1978.

## السيرة الشخصية
كان أمام أحزاب المعارضة في فولتا العليا خيارين لا ثالث لهما بعد أن حققت البلاد استقلالها الكامل عن الاتحاد الفرنسي في عام 1960 وهو إما الاندماج مع الحزب الحاكم (الاتحاد الديمقراطي الفولتي) أو تعرضها للحظر. وبذلك أصبحت فولتا العليا دولة قائمة على نظام الحزب الواحد تحت رئاسة موريس ياميوغو. أثار نظام ياميوغو الشمولي الكثير من البلبلة والاضطرابات من إضرابات طلابيَّة وتظاهرات شعبيَّة التي نظّمها الطلبة والنقابات العماليَّة والموظفين الحكوميين. أجبِرَ ياميوغو على التنحي بعد الانقلاب العسكري والإضراب العام في يوم 3 يناير عام 1966، وهو ما أفضى إلى انتقال السلطة إلى الجنرال سانغولي لاميزانا بناءً على طلبِ المتظاهرين.
شَغِلَ لاميزانا منصب الرئيس الاسمي للحكومة العسكريَّة المؤقتة إلى حين اعتماد دستور جديد والذي صُدِّقَ عليه بتاريخ 14 يونيو عام 1970. نص الدستور الجديد على فترة انتقالية لمدة أربع سنوات تفسح المجال أمام انتخاب قيادة مدنية بشكل كامل. كذلك شَغِلَ سانغولي منصب وزير الخارجية خلال الفترة الممتدة من عام 1966 حتى عام 1967. أسفرت الانتخابات التي عقدت بموجب ما جاء في الدستور الجديد عن حصول حزب الاتحاد الديمقراطي الفولتي على غالبية واضحة.
أدى الجفاف والتصحر اللذين حَلَّا على منطقة الساحل الإفريقي لمدة خمس سنوات خلال مطلع سبعينيات القرن العشرين إلى تربص شبح المجاعة بالعديد من دول المنطقة ومن بينها فولتا العليا. عمل التخلخل الاقتصادي على تشرذم الحكومة الفولتيَّة التي ترأسها جيرار كانغو ويدراوغو. أفضى التدخل العسكري وحل الجمعية إلى إعادة لاميزانا إلى سدة الحكم ليغدو دكتاتورًا.
حظي نظام لاميزانا بالاعتراف الدولي. التقى لاميزانا بالرئيس الأمريكي ريتشارد نيكسون في المكتب البيضاوي بتاريخ 15 أكتوبر عام 1973. قام لاميزانا باطلاع نيكسون على وضع الجفاف في منطقة الساحل وشرح أنه يمثل نفسه وحكومات المنطقة الأخرى. وعبَّر عن أمله في تقديم يد العون خلال فترة الجفاف والمجاعة. كان رد نيكسون أن وعده بعمل الولايات المتحدة على تقديم المساعدة قدر المستطاع.
شكَّلَ لاميزانا حزبًا شخصيًا يدعى الحركة الوطنية للتجديد، غير أنه لم يدم طويلًا. وضِعَ دستور جديد للبلاد، ووفِقَ عليه في الاستفتاء الذي عُقِدَ في عام 1977. أعيد انتخاب لاميزانا في الانتخابات المفتوحة التي أجريت في عام 1978. تعتبر هذه الانتخابات واحدة من أكثر الانتخابات ديمقراطيةً في غرب إفريقيا. انتسبَ لاميزانا إلى حزب الاتحاد الديمقراطي الفولتي في ما بعد.
أطاحَ ساي زربو بالرئيس لاميزانا من خلال انقلاب عسكري سلمي في شهر نوفمبر من عام 1980. كان زربو قد حصلَ على دعمِ كلٍ من النقابات والمجموعات المدنية.

## وصلات خارجية
- نبذة عن تاريخ بوركينا فاسو (بالإنجليزية)

| المناصب السياسية   | المناصب السياسية            | المناصب السياسية |
| ------------------ | --------------------------- | ---------------- |
| سبقه موريس ياميوغو | رئيس فولتا العليا 1966–1980 | تبعه ساي زربو    |